# آرمسکور
آرمسکور (انگلیسی: Armscor) شرکت دولتی صنایع جنگ‌افزاری در آفریقای جنوبی است، که در سال ۱۹۶۸ تأسیس شد.